# Jewgeni Alexandrowitsch Bodrow
Jewgeni Alexandrowitsch Bodrow (russisch Евгений Александрович Бодров; * 8. Januar 1988 in Toljatti, Russische SFSR) ist ein russischer Eishockeyspieler, der seit Dezember 2018 bei Sewerstal Tscherepowez aus der Kontinentalen Hockey-Liga unter Vertrag steht.

## Karriere
Jewgeni Bodrow begann seine Karriere als Eishockeyspieler im Nachwuchsbereich des HK Lada Toljatti, für dessen Profimannschaft er in der Saison 2005/06 sein Debüt in der russischen Superliga gab. Dabei bereitete der Center in 19 Spielen ein Tor vor. Mit Lada gewann er 2006 zudem den IIHF Continental Cup. In den folgenden Spielzeiten erkämpfte sich der Linksschütze einen Stammplatz bei Lada Toljatti, für das er in der Saison 2008/09 erstmals in der neu gegründeten Kontinentalen Hockey-Liga antrat. In 61 Spielen gelangen ihm sechs Tore und sieben Vorlagen. Nachdem er auch die Saison 2009/10 bei Lada begonnen hatte, wechselte er im Laufe der Spielzeit zu dessen Ligarivalen Ak Bars Kasan. Dort konnte sich Bodrow nie wirklich durchsetzen und blieb daher stets Ergänzungsspieler der dritten oder vierten Reihe. Im November tauschte ihn Kasan daher gegen Michail Gluchow von Atlant Moskowskaja Oblast.
Aufgrund finanzieller Probleme zog sich Atlant nach der Saison 2014/15 vom Spielbetrieb zurück und Bodrow wechselte mit einigen anderen Spielern des Klubs zum HK Spartak Moskau, der Atlants KHL-Startplatz übernahm. Für Spartak erzielte er in der Saison 2015/16 24 Scorerpunkte in 59 KHL-Partien, ehe er im Mai 2016 einen Zweijahresvertrag bei Salawat Julajew Ufa unterschrieb.
Zwischen Oktober 2017 und Dezember 2018 stand er bei HK Sibir Nowosibirsk unter Vertrag und absolvierte 40 KHL-Partien für den Klub. Im Dezember 2018 wechselte er zu Sewerstal Tscherepowez.

### International
Für Russland nahm Bodrow an der U18-Junioren-Weltmeisterschaft 2006 sowie der U20-Junioren-Weltmeisterschaft 2008 teil. Bei der U20-Weltmeisterschaft belegte er mit seiner Mannschaft den dritten Platz und gewann somit die Bronzemedaille. Zudem vertrat er sein Heimatland bei der Super Series 2007.

## Erfolge und Auszeichnungen
- 2006 IIHF-Continental-Cup-Gewinn mit dem HK Lada Toljatti
- 2008 Bronzemedaille bei der U20-Junioren-Weltmeisterschaft
- 2010 Gagarin-Cup-Gewinn mit Ak Bars Kasan

## KHL-Statistik
(Stand: Ende der Saison 2018/19)